# Die Khon-Ma
Die Khon-Ma (Originaltitel: Past Prologue) ist die dritte Folge der ersten Staffel der US-amerikanischen Science-Fiction-Fernsehserie Star Trek: Deep Space Nine. Sie wurde in den Vereinigten Staaten über Syndication vermarktet und erstmals am 9. Januar 1993 auf verschiedenen Fernsehsendern ausgestrahlt. In Deutschland war sie zum ersten Mal am 30. Januar 1994 in einer synchronisierten Fassung auf Sat.1 zu sehen.

## Handlung
Im Jahr 2369 registriert die Raumstation Deep Space Nine ein kleines bajoranisches Transportschiff, das von einem cardassianischen Kriegsschiff verfolgt und beschossen wird. Kurz bevor das Transportschiff explodiert, kann der Pilot auf die Station gebeamt werden. Er stell sich als Tahna Los vor und bittet um Asyl. Gul Danar, der Kommandant des cardassianischen Schiffs, verlangt seine Auslieferung, da Tahna einer Terrororganisation namens Kohn-Ma angehört.
Da Commander Sisko Tahnas Antrag erst gründlich prüfen will, kommt es zum Konflikt mit seiner bajoranischen Verbindungsoffizierin Major Kira. Sie kennt Tahna persönlich aus ihrer gemeinsamen Zeit im Widerstand gegen die cardassianische Besatzung Bajors. Siskos Problem besteht darin, dass Tahna auch nach Ende der Besatzung noch gewaltsam gegen die Cardassianer vorgegangen ist. Da Tahna aber Bereitschaft zeigt, der Gewalt abzuschwören, ist Kira zuversichtlich, dass er wieder in die bajoranische Gesellschaft integriert werden kann. Hinter Siskos Rücken wendet sie sich sogar an seine Vorgesetzte, um das Asylverfahren zu beschleunigen. Sisko macht Kira klar, dass sie hierdurch ihre Kompetenzen überschritten hat, genehmigt aber letztlich Tahnas Antrag.
Bald schon gibt es allerdings erste Zweifel an Tahnas guten Absichten. Er vertraut Kira an, dass er wenig von der aktuellen bajoranischen Regierung und deren Unterstützung durch die Föderation hält, sondern sich lieber ein starkes, unabhängiges Bajor wünscht. Währenddessen treffen die beiden zwielichtigen klingonischen Schwestern Lursa und B’Etor auf der Station ein. Dr. Julian Bashir und seine neue Bekanntschaft, der hier im Exil lebende Cardassianer Garak, beobachten die beiden und sehen, dass sie sich mit Tahna treffen. Sicherheitschef Odo beschattet sie weiter und beobachtet einen heimlichen Handel.
Kira bemüht sich beim bajoranischen Ministerrat um Amnestie für Tahna und hat damit auch Erfolg, doch zu ihrem Erstaunen lässt ihn das kalt. Stattdessen bittet er sie um Unterstützung bei einer letzten Aktion, bevor er wirklich ein friedliches Leben beginnt. Er benötigt ein kleines Raumschiff, kann Kira aber nicht sagen wofür, weshalb Kira diese Bitte auch ablehnt.
Lursa und B’Etor suchen Garak in dessen Schneidergeschäft auf. Sie glauben, dass er immer noch Verbindungen zur cardassianischen Regierung hat, und wollen, dass er einen Kontakt herstellt, denn für den richtigen Preis wären sie bereit, Tahna an die Cardassianer auszuliefern. Sie vereinbaren ein weiteres Treffen, woraufhin Garak Dr. Bashir nahelegt, kurz vorher in seinen Laden zu kommen, um sich einen Anzug zu kaufen. Dr. Bashir geht zögernd auf dieses Angebot ein und versteckt sich in einer Umkleidekabine, kurz bevor Lursa und B’Etor eintreffen. Als Garak ihnen die Zustimmung der cardassianischen Regierung in Aussicht stellt, enthüllen sie ihm die Einzelheiten: Sie wollen sich mit Tahna in vier Stunden auf einem Raumschiff treffen, um ihm einen Zylinder mit Bilitrium zu übergeben. Nach diesem Treffen soll Tahna dann von den Cardassianern abgefangen werden. Als sie sich mit Garak auf einen Preis geeinigt haben, gehen die beiden Schwestern wieder. Dr. Bashir möchte wissen, was Bilitrium ist. Garak erklärt ihm, dass es sich um ein seltenes Element handelt, das sehr viel Energie freisetzen kann. Er hat auch in Erfahrung gebracht, dass Tahna von Gul Danar wegen des Diebstahls eines Antimaterie-Konverters verfolgt wurde. Die Kombination von Bilitrium und dem Konverter ergibt eine Bombe von enormer Sprengkraft.
Dr. Bashir teilt diese Erkenntnisse Sisko mit. Auch Kira ist jetzt klar, dass Tahna nicht zu trauen ist, doch Sisko bittet sie, vorerst so zu tun, als wäre sie auf seiner Seite. Sie bietet Tahna daher zum Schein ihre Hilfe an und verschafft ihm Zugang zum Runabout Yangtzee Kiang. Gemeinsam fliegen sie zum Treffpunkt mit Lursa und B’Etor, wo Tahna von ihnen das Bilitrium erhält. Tahna merkt aber schnell, dass er verraten wurde, als er registriert, dass ihm sowohl Danars Schiff als auch ein zweites Runabout folgen. Er schlägt Kira nieder und setzt umgehend Kurs zurück nach Deep Space Nine, wo er die Bombe zünden will. Kira bemerkt, dass sein Ziel nicht die Station selbst ist, sondern das nahe gelegene Wurmloch. Durch seine Entdeckung wurden für Bajor ganz neue Handelsrouten eröffnet. Tahna hofft, wenn er das Wurmloch zum Kollabieren bringt, würde Bajor sowohl für die Cardassianer als auch für die Föderation wieder uninteressant und der Planet könnte sich ganz auf sich selbst konzentrieren. Bevor Tahna seinen Plan umsetzen kann, reißt Kira in letzter Sekunde die Steuerkontrolle an sich und fliegt die Yangtzee Kiang in das Wurmloch hinein. Die Bombe wird dadurch erst abgeworfen, als das Wurmloch bereits passiert ist und explodiert auf der anderen Seite, ohne Schaden anzurichten. Sisko folgt der Yangtzee Kiang mit dem zweiten Runabout, der Ganges, durch das Wurmloch und macht Tahna klar, dass er verloren hat. Ihm bleibt nur noch die Wahl, sich entweder Sisko und den Bajoranern zu ergeben oder an die Cardassianer ausgeliefert zu werden. Tahna entscheidet sich für ersteres.

## Besonderheiten

### Verbindungen zu anderen Star-Trek-Produktionen
Die Khon-Ma enthält Verweise auf mehrere frühere Star-Trek-Folgen:
- Die in der Folge erwähnte Vorgeschichte von Lursa und B’Etor wird in der Doppelfolge 4.26/5.01 (Der Kampf um das klingonische Reich) von Raumschiff Enterprise – Das nächste Jahrhundert aus dem Jahr 1991 behandelt.
- Die von Dr. Bashir erwähnte cardassianische Foltermethode, bei der ein schmerzerzeugendes Gerät unter die Haut des Opfers eingesetzt wird, wurde in der Doppelfolge 6.10/11 (Geheime Mission auf Celtris Drei ) von Raumschiff Enterprise – Das nächste Jahrhundert aus dem Jahr 1993 gezeigt.

Einige Elemente aus dieser Folge wurden in späteren Star-Trek-Produktionen wieder aufgegriffen:
- Goldgepresstes Latinum wird hier erstmals erwähnt. Es spielt im weiteren Verlauf der Serie und in weiteren Star-Trek-Produktionen als verbreitetes Zahlungsmittel eine wichtige Rolle, da das flüssige Latinum im Gegensatz zu z. B. Gold nicht künstlich erschaffen werden kann.
- Die föderationsfeindliche und isolationistische Einstellung der Kohn-Ma findet sich auch bei der Organisation „Allianz für globale Einheit“ (auch „Der Kreis“ genannt) wieder, die in den Folgen 2.01–03 (Die Heimkehr, Der Kreis und Die Belagerung) von Star Trek: Deep Space Nine aus dem Jahr 1993 eine zentrale Rolle spielt.

### Besonderheiten der deutschen Synchronfassung
Der deutsche Titel Die Khon-Ma ist eine Falschschreibung, da die namensgebende Terrororganisation laut Drehbuch Kohn-Ma heißt.
Garak wird in der deutschen Synchronfassung dieser Folge mehrfach als Modist bezeichnet. Er ist allerdings Schneider und wird bei seinen späteren Auftritten auch stets so genannt.

## Produktion
Die Khon-Ma wurde als vierte Folge der ersten Staffel produziert, aber bereits als dritte ausgestrahlt.

### Drehbuch
Der Titel der Folge geht zurück auf einen Ausspruch von Alonso aus William Shakespeares Theaterstück Der Sturm:

„And by that destiny, to perform an act

Whereof what’s past is prologue, what to come

In yours and my discharge.“

„Uns bestimmt das Schicksal

Zu einer That, von welcher, was bisher

Geschehen, nur das Vorspiel ist, was noch

Geschehn muß, dein' und meine Pflicht.“

Katharyn Powers wird in den Credits der Folge als alleinige Drehbuchautorin genannt, obwohl ihre ursprüngliche Geschichte von Peter Allan Fields stark bearbeitet wurde. Unter anderem wurde die Figur Garak von Fields eingefügt. In Powers’ ursprünglichem Entwurf hätte Kira Tahna dazu bringen sollen, sich vom Terrorismus abzuwenden, woraufhin er von seinen eigenen Leuten getötet wird. Weiterhin hätten Kira und Tahna ein ehemaliges Liebespaar sein sollen, was Produzent Michael Piller aber als zu klischeehaft ablehnte. Die Figuren Lursa und B’Etor wurden auf Wunsch von Piller eingefügt, um die neue Serie Star Trek: Deep Space Nine stärker mit dem bereits existierenden Star-Trek-Kanon zu verknüpfen.

### Darsteller
Die Hauptfiguren Jake Sisko (Cirroc Lofton) und Quark (Armin Shimerman) haben in dieser Folge keinen Auftritt.
Andrew Robinson hat hier seinen ersten Auftritt als Garak. Er spielte diese Figur in insgesamt 33 Folgen der Serie.
Barbara March und Gwynyth Walsh haben hier ihren einzigen Auftritt als die klingonischen Schwestern Lursa und B’Etor in der Serie Star Trek: Deep Space Nine. Sie waren in diesen Rollen zuvor bereits in der Doppelfolge 4.26/5.01 (Der Kampf um das klingonische Reich) von Raumschiff Enterprise – Das nächste Jahrhundert zu sehen gewesen und übernahmen sie erneut in Folge 7.21 (Ritus des Aufsteigens) von Raumschiff Enterprise – Das nächste Jahrhundert und im Spielfilm Star Trek: Treffen der Generationen. Gwynyth Walsh spielte außerdem Nimira in Folge 4.10 (Gewalttätige Gedanken) von Star Trek: Raumschiff Voyager.
Susan Bay, Darstellerin von Admiral Rollman, war die zweite Ehefrau von Leonard Nimoy, dem Darsteller von Spock in der Originalserie Raumschiff Enterprise. Bay spielte Admiral Rollman noch einmal in Folge 2.14 (O’Briens Identität).
Vaughn Armstrong, Darsteller von Gul Danar, hatte zuvor bereits den Klingonen Korris in Folge 1.20 (Worfs Brüder) von Raumschiff Enterprise – Das nächste Jahrhundert gespielt. Er spielte noch zahlreiche weitere Gastrollen in den Serien Star Trek: Deep Space Nine, Star Trek: Raumschiff Voyager und Star Trek: Enterprise. In Star Trek: Enterprise spielte er zudem die mehrfach auftretende Nebenfigur des Admirals Maxwell Forrest.

### Maske
Major Kira (Nana Visitor) trug im Pilotfilm Der Abgesandte noch lange Haare. Ab dieser Folge trägt sie eine Kurzhaarfrisur.

### Modelle
Für Tahnas Transportschiff wurde ein Modell verwendet, das die Serienmacher von Industrial Light & Magic erworben und leicht modifiziert hatten. Es wurde später in mehreren weiteren Folgen von Star Trek: Deep Space Nine wiederverwendet.

## Rezeption
Keith DeCandido bewertete Die Khon-Ma 2013 auf tor.com als eine sehr gute Folge von Star Trek: Deep Space Nine. Er fand, dass hier viele Themen, die im weiteren Verlauf der Serie immer wieder aufgegriffen wurden, gut eingeführt werden. Kira und Tahna repräsentieren seiner Meinung nach gut die Zerrissenheit von Bajor nach dem Abzug der Cardassianer. Kira sei eine Freiheitskämpferin, die sich an die neuen Umstände angepasst hat, während Tahna den gewaltsamen Kampf unbedingt weiterführen möchte. Andrew Robinsons Darstellung von Garak fand DeCandido exzellent. Ebenso gefiel ihm die Darstellung von Odo als kompetenter und durchsetzungsfähiger Sicherheitschef.